# شهر آرمادیل
شهر آرمادیل (به انگلیسی: City of Armadale) یک منطقهٔ مسکونی در استرالیا است که در استرالیای غربی واقع شده‌است.